# 比薩尼奧河
44°23′42″N 8°56′35″E / 44.39500°N 8.94306°E

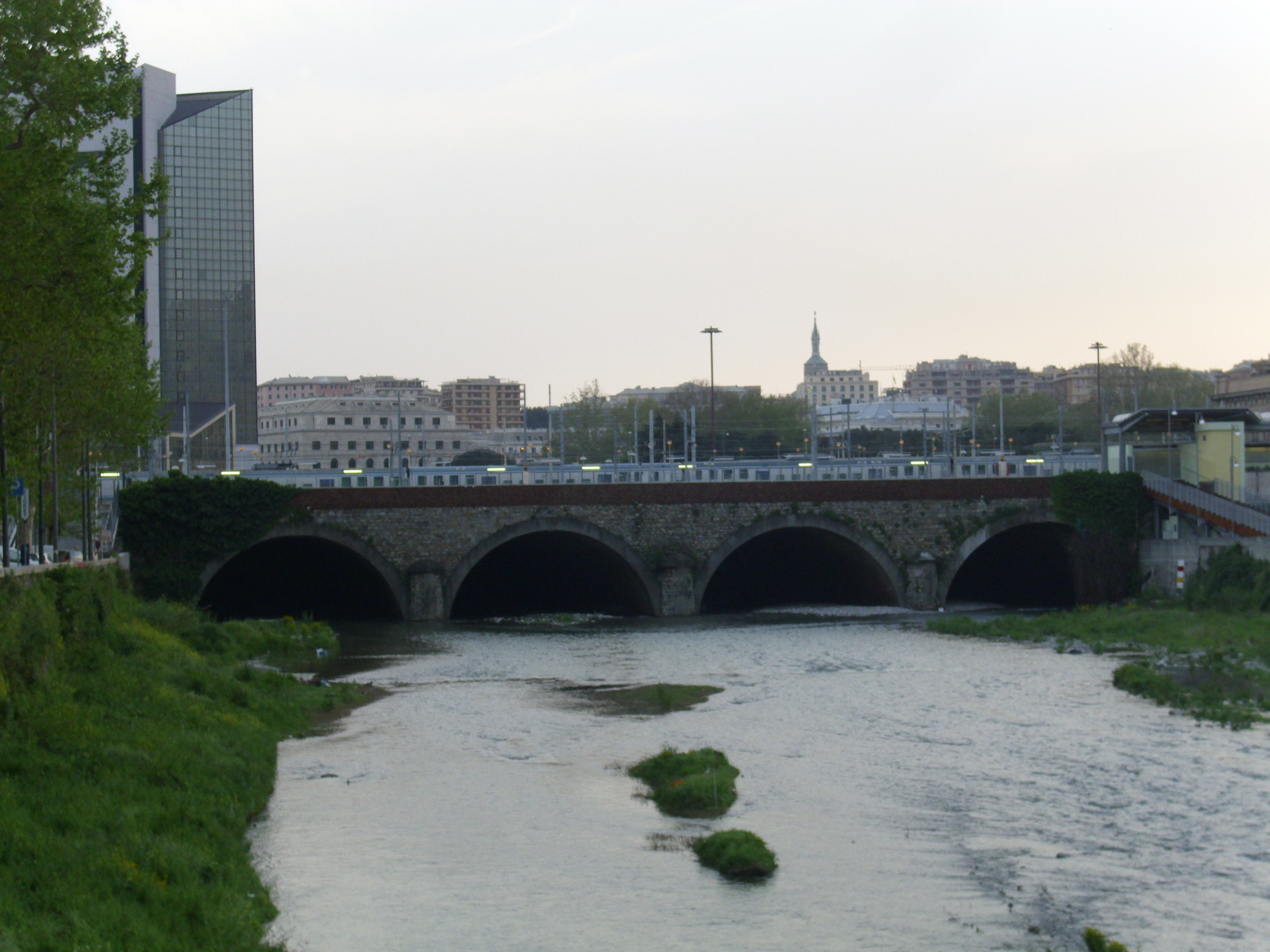

比薩尼奧河是意大利的河流，位於該國西北部，處於利古里亞大區，河道全長25公里，流域面積95平方公里，最終注入利古里亞海。